# Essigsäure-Acetat-Puffer

Hägg-Diagramm von Essigsäure (pKs = 4,7).
schwarz = Essigsäure, violett = Acetat

Der Essigsäure/Acetat-Puffer ist ein Puffersystem bestehend aus Essigsäure und Natriumacetat. Der pH-Wert einer Pufferlösung lässt sich mit der Henderson-Hasselbalch-Gleichung berechnen.
Bei Zusatz von Oxonium- oder Hydroxidionen in nicht allzu großen Stoffmengen sinkt bzw. steigt der pH-Wert nur sehr geringfügig. Dies ist die allgemeine Wirkungsweise chemischer Pufferlösungen.
Essigsäure/Acetat-Puffer:
{\displaystyle \mathrm {HOAc+H_{2}O\ \rightleftharpoons \ AcO^{-}+H_{3}O^{+}} }
Zugabe von Oxoniumionen:
{\displaystyle \mathrm {AcO^{-}+H_{3}O^{+}\ \longrightarrow \ HOAc+H_{2}O} }
Zugabe von Hydroxidionen:
{\displaystyle \mathrm {HOAc+OH^{-}\ \longrightarrow \ AcO^{-}+H_{2}O} }
Die schwache Säure gibt Protonen zur Neutralisation der Hydroxidionen ab. Ihre korrespondierende Base wirkt als Protonenakzeptor.